# 邁爾定理
在數論上，邁爾定理（Maier's theorem）是一個關於短區間內的質數數量的定理。而該定理指出克拉梅爾的質數機率模型給出的猜測是錯的。
該定理指稱若π是素數計數函數，而λ是一個大於1的數，那麼下式在x趨近於無限時發散：
{\displaystyle {\frac {\pi (x+(\log x)^{\lambda })-\pi (x)}{(\log x)^{\lambda -1}}}}
更精確地講，上式的上極限大於1，下極限小於1；而在利用波萊爾-坎泰利引理的狀況下，克拉梅爾的質數模型則錯誤地預測在{\displaystyle \lambda \geq 2}時該式子的極限是1。

## 證明
赫尔穆特·迈尔利用亚历山大·布赫施塔布給出的、計算準質數（對於給定的{\displaystyle u}，沒有小於{\displaystyle z=x^{1/u}}的質因數的數組成的集合）數量的公式證明了這點。他在證明中並用了帕特里克·X·加拉格尔給出的關於算數數列中質數數量的公式。
平茨·亚诺什給出另一個證明，並證明多數的質數機率模型錯誤地估計質數定理的一個版本中的均方误差，該均方误差如下：
{\displaystyle \int _{2}^{Y}\left(\sum _{2<p\leq x}\log p-\sum _{2<n\leq x}1\right)^{2}\,dx}